# NGC 3602
NGC 3602 est une galaxie spirale vue par la tranche et située dans la constellation du Lion. NGC 3602 a été découverte par l'astronome allemand Albert Marth en 1865.

## Caractéristiques
Sa vitesse par rapport au fond diffus cosmologique est de 6 389 ± 24 km/s, ce qui correspond à une distance de Hubble de 94,2 ± 6,6 Mpc (∼307 millions d'al).
Selon la base de données Simbad, NGC 3602 est une galaxie LINER, c'est-à-dire une galaxie dont le noyau présente un spectre d'émission caractérisé par de larges raies d'atomes faiblement ionisés.